# Rimvydas Valatka
Rimvydas Valatka (* 19. Dezember 1956 in Schamanka, Rajon Irkutsk, Oblast Irkutsk) ist ein litauischer Journalist, Chefredakteur der Wochenschrift und ehemaliger Politiker (Mitglied des Seimas).

## Leben
Nach dem Abitur 1975 an der Mittelschule in der Kurortstadt Palanga an der Ostsee absolvierte Valatka 1980 das Diplomstudium der Geschichte am Pedagoginis institutas (VPI) in Vilnius und wurde Lehrer. Von 1978 bis 1987 war er Laborant und Redakteur der Zeitung „Tarybinis pedagogas“ am VPI in Vilnius. Von 1982 bis 1983 arbeitete er Korrespondent bei der Bauernzeitung Valstiečių laikraštis. Von 1992 bis 2012 war er stellv. Chefredakteur der Tageszeitung „Lietuvos rytas“ und Redakteur des Internetportals LRytas.lt.
Von 2012 bis 2015 war er Chefredakteur der Wochenzeitung „15min“ in Vilnius.
Im Mai war er Berater der Partei Lietuvos Respublikos Liberalų sąjūdis bezüglich der Parlamentswahl in Litauen 2016. Ab Mai 2015 schreibt er Kommentare für Internetportal Delfi. Von Juli 2015 bis März 2016 war er Chefredakteur des litauischen Nachrichtenmagazins Veidas und Direktor des Medienunternehmens.
Er war Mitglied im Seimas.